# K'inich Janaab' Pakal
Pakal K'inich Janaab' (Palenque, 23 marzo 603 – Palenque, 28 agosto 683), conosciuto anche come Pacal il Grande o semplicemente Pakal, è stato il più celebre re maya.
Essendo stato sovrano per 68 anni il suo regno è al quinto posto tra i regni più lunghi della storia.

## Ascesa al trono e primi anni di regno
Figlio di K'an Mo' Hix e Sak K'uk', quando K'inich Janaab' Pakal ascese al trono della sua città natale, Palenque versava in un periodo molto difficile a causa della pesante eredità lasciata dai suoi predecessori. Come risulta da quanto riportato sui pannelli del Tempio delle Iscrizioni, il re Aj Ne' Yohl Mat era stato sconfitto dalla potente Calakmul, una città che era assurta al rango di superpotenza tra le città maya; la cronaca narra che le forze ostili di Calakmul riuscirono a entrare nella città di Palenque, violandone i templi e facendo precipitare le statue degli dei dall'alto dalle piramidi in cui erano state collocate. Anche il successore di Aj Ne' Yohl Mat, il re Muwaan Mat, non seppe risollevare le sorti della sua città, in quanto la cronaca dei k'atun ricorda che omise di festeggiare i riti per la fine del k'atun, con grave offesa per gli dei.
Nel 615 K'inich Janaab' Pakal ascese al trono in presenza di sua madre, che gli offrì la corona della città, in un frangente in cui le sorti del regno erano tutt'altro che garantite. Nonostante tutte le avversità, K'inich Janaab' Pakal riuscì tuttavia a mantenersi saldo sul trono e sposò Ix Tz'akb'u Ajaw, dell'antica città di Toktan. Da questo matrimonio nacquero i futuri sovrani K'inich Kan B'ahlam II e K'inich K'an Joy Chitam II.

## La rinascita di Palenque

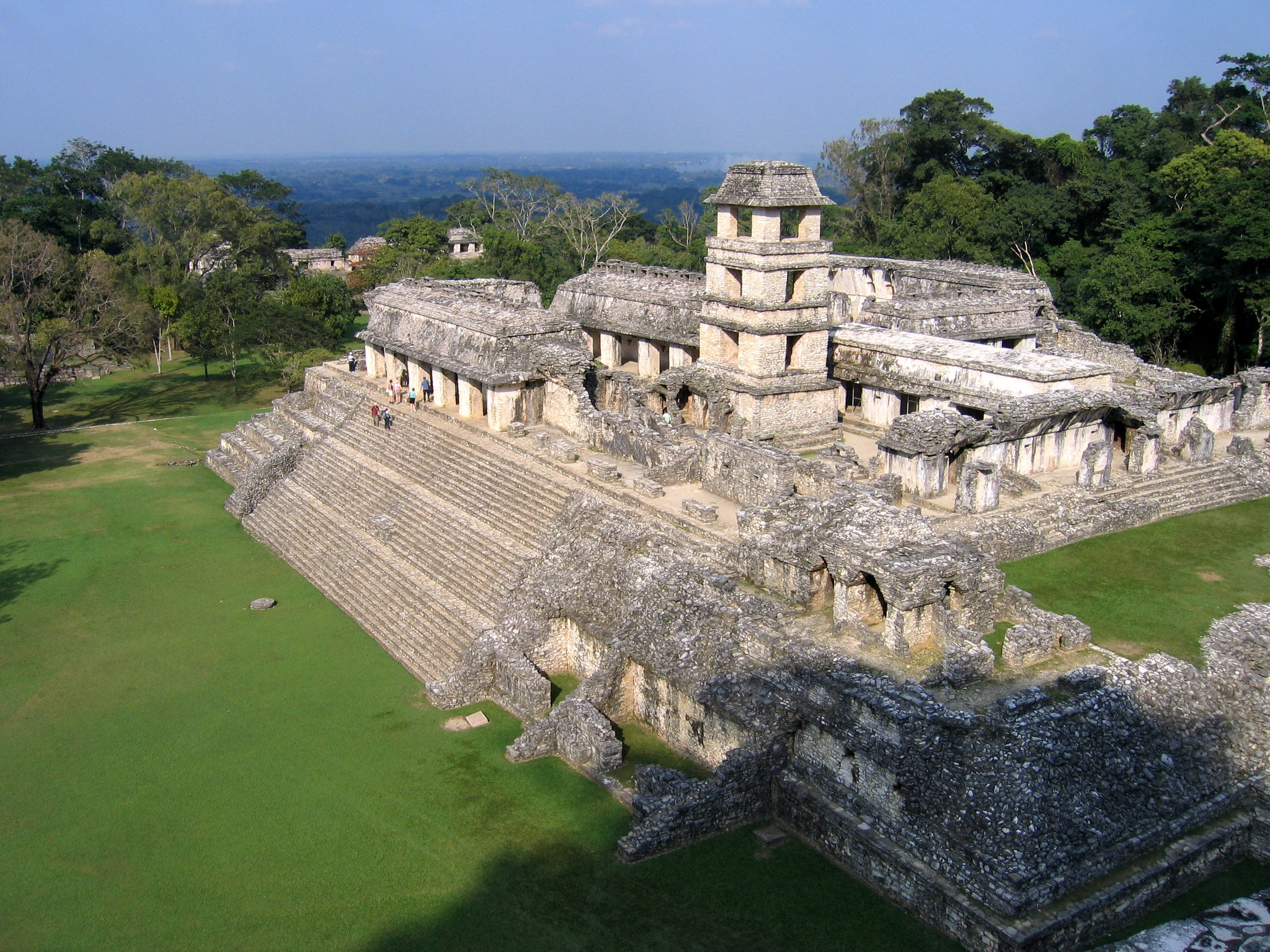
Il Palazzo di Palenque, residenza di Pakal

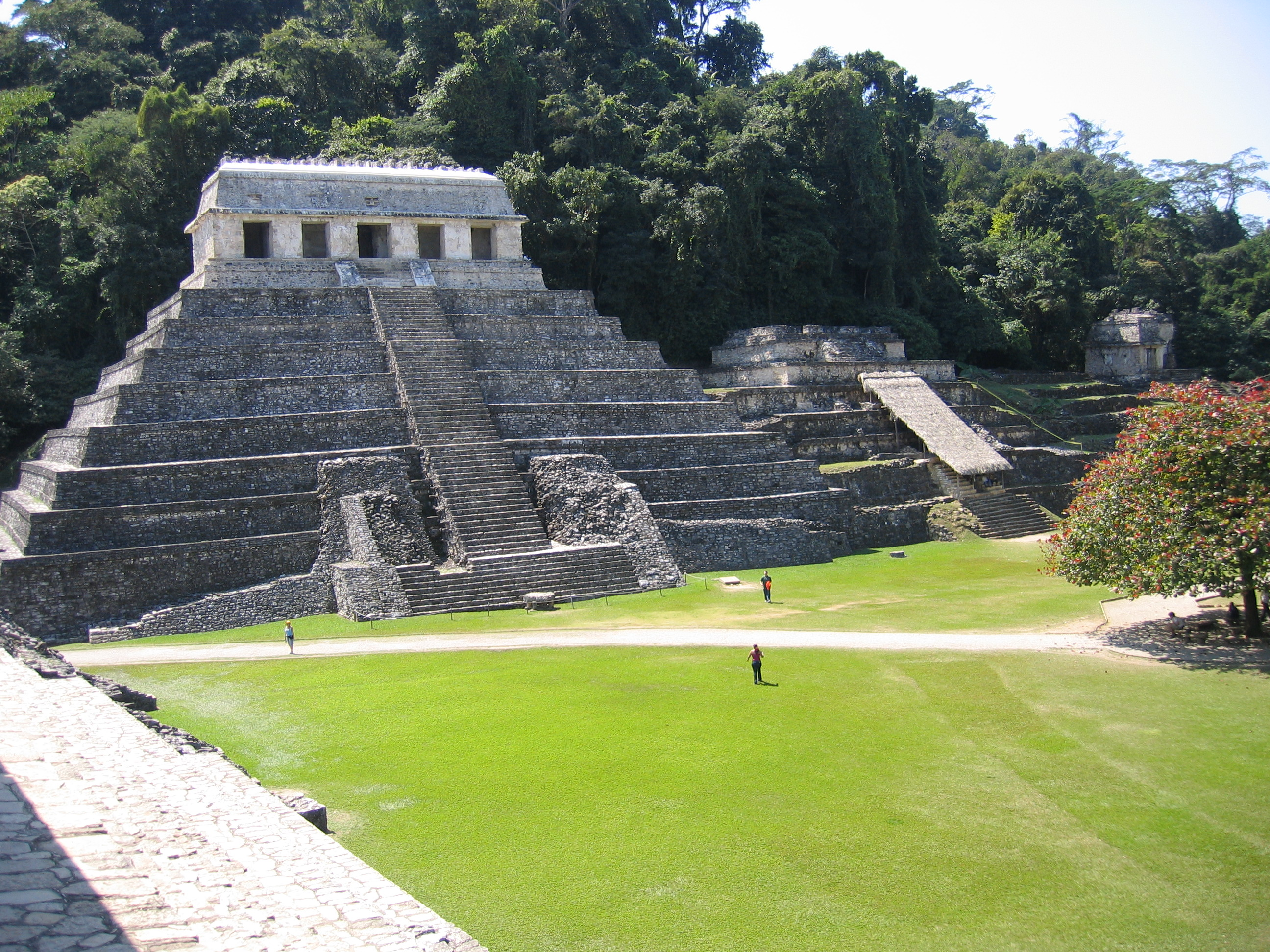
Il Tempio delle Iscrizioni a Palenque, in cui venne sepolto Pakal

K'inich Janaab' Pakal riuscì a ristabilire l'ordine e la tranquillità nel suo regno in seguito a vittoriose campagne militari contro le città vicine. La vittoria più commemorata fu quella riportata contro la città "Uccello Wa", tributaria di Calakmul e Pomoná. Queste due città, situate nella zona del fiume Usumacinta nell'odierno stato messicano del Tabasco, controllavano i ricchi traffici commerciali fluviali. Grazie ai tributi che arrivavano da queste città, K'inich Janaab' Pakal poté dedicarsi alla costruzione del nuovo Palazzo di Palenque. Sue sono le case identificate convenzionalmente dagli archeologi con le lettere E, C, B e A. La Casa A contiene il famoso Ovale dell'Incoronazione, raffigurante K'inich Janaab' Pakal e sua madre che gli porge la corona.
Il maggiore dei progetti di K'inich Janaab' Pakal fu però la costruzione del suo mausoleo, il cosiddetto Tempio delle Iscrizioni. Questa piramide contiene la celebre cripta con l'ancor più famosa lapide sepolcrale, che venne terminata simultaneamente alla costruzione della piramide, dato che a posteriori non sarebbe stato possibile inserire né il sarcofago, né la lapide che lo copre. Le pareti della camera sepolcrale sono decorate da una processione di figure di stucco simboleggianti i grandi antenati di K'inich Janaab' Pakal. La piramide è sormontata da un tempio contenente tre pannelli coperti di iscrizioni, ai quali l'edificio deve il suo nome attuale; nell'antichità invece era conosciuto come "B'olom Eht Naj".

## Videogiochi

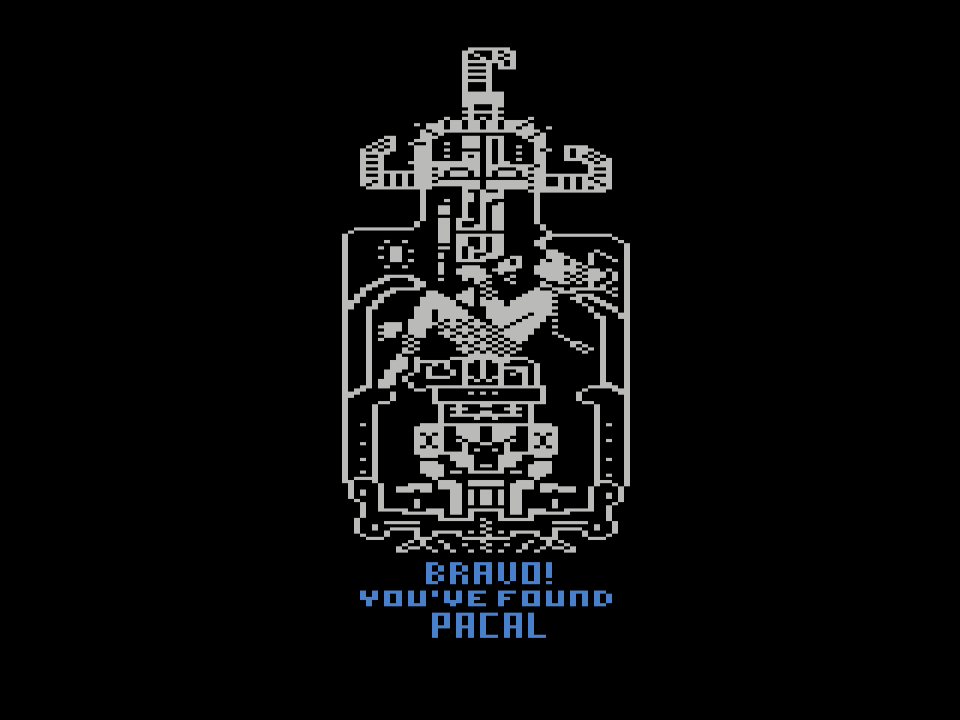
Schermata di fine gioco su Atari 2600

Pakal è presente nel gioco Civilization V e nella sua espansione Civilization V Brave New World.
Pakal è presente anche nel videogioco Fallpit! del 2022 su Atari 2600.
Pakal è anche presente in Rise of Kingdoms.